# Клянусь в неверности
«Клянусь в неверности» (англ. Unfaithfully Yours) — американский кинофильм режиссёра Ховарда Зиффа, вышедший на экраны в 1984 году. Ремейк одноимённой комедии Престона Стёрджеса 1948 года.

## Сюжет
Известный дирижёр Клод Истман женится на итальянской киноактрисе, но вскоре начинает подозревать жену в измене с музыкантом своего оркестра. После разговора с частным детективом он замышляет убийство жены.

## В ролях
- Дадли Мур  — Клод Истман
- Настасья Кински — Даниэлла Истман
- Арманд Ассанте — Максимиллиан Стайн
- Альберт Брукс — Норман Роббинс
- Кэсси Йейтс — Карла Роббинс
- Ричард Либертини — Джузеппе
- Ричард Шалл — Джесс Келлер, детектив

## Съёмки
Бывший госсекретарь США Генри Киссинджер, будучи на тот момент членом совета директоров кинокомпании 20th Century-Fox, посетил съёмки, пожав руку Настасье Кински и отметив: «Я вижу, вы превращаетесь в пантеру».
Режиссёр фильма высоко оценил игру Кински.